# Лосенко Іван Віталійович
Іван Віталійович Лосенко (нар. 24 липня 2004, Білозерське, Донецька область, Україна) — український футболіст, центральний півзахисник донецького «Шахтаря», який виступає в оренді за «Інгулець».

## Клубна кар'єра
Народився в Білозерське Донецької області. Вихованець молодіжної академії «Шахтаря», у складі якого з 2017 по 2021 рік виступав у ДЮФЛУ. Починаючи з сезону 2020/21 років залучався до команди U-19, у складі якої виступав у юнацькому чемпіонаті України. Також виступав і в молодіжному чемпіонаті країни. Виступав у складі «гірників» і в Юнацькій лізі УЄФА, в якій дебютував 15 вересня 2021 року в переможному (5:0) домашньому поєдинку 1-го туру групи D проти тираспольського «Шерифа». Іван вийшов на поле в стартовому складі, на 26-й хвилині отримав жовту картку, а на 66-й хвилині його замінив Олександр Роспутько. За три сезони зіграв у 16 матчах вище вказаного турніру, голами не відзначався.
8 липня 2024 року відправився в 1-річну оренду до «Інгульця». Вперше до заявки дорослої команди петрівців потрапив 4 серпня 2024 року на програний (1:2) виїзний поєдинок 1-го туру Прем'єр-ліги України проти луганської «Зорі», але просидів усі 90 хвилин на лаві запасних. На професійному рівні дебютував за «Інгулець» 20 жовтня 2024 року в програному (0:2) виїзному поєдинку 10-го туру Прем'єр-ліги України проти черкаського ЛНЗ. Першим голом за петрівський клуб відзначився 29 листопада 2024 року на 19-й секунді (потужним ударом з меж штрафного майданчика) переможного (3:0) виїзного поєдинку 15-го туру Прем'єр-ліги України проти полтавської «Ворскли». Лосенко вийшов на поле в стартовому складі та відіграв увесь матч.

## Кар'єра в збірній
Виступав за юнацькі збірні України різних вікових категорій. На міжнародному рівні за юнацьку збірну України (U-15) дебютував 2 квітня 2019 року в перемоному поєдинку кваліфікації чемпілнату Європи 2021 проти однолітків з Румунії. Виступав також за збірні U-16 та U-19. Єдиним голом за збірну U-19 відзначився 8 травня 2019 року в переможному (3:1) поєдинку кваліфікації чемпілнату Європи 2021 проти однолітків з Кіпру. Загалом за юнацькі збірні України зіграв 20 матчів та відзначився 1-м голом.
У футболці молодіжної збірної України дебютував 8 вересня 2023 року в програному (0:2) товариському виїзному поєдинку проти Німеччини. Лосенко вийшов на поле на 66-й хвилині замість Володимира Бражка.

## Досягнення
«Шахтар» (Донецьк)
- Юніорський чемпіонат України
  -  Чемпіон (1): 2023/24